# Powierzchnia walcowa
Powierzchnia walcowa, powierzchnia cylindryczna – dowolna powierzchnia utworzona przez prostą przesuwaną równolegle wzdłuż krzywej. Ta definiująca krzywa jest znana jako kierownica, a przesuwana prosta – jako tworząca.